# Íñigo Eguaras
Íñigo Eguaras Álvarez (Ansoáin, Navarra, 7 de marzo de 1992) es un futbolista español que juega en la posición de centrocampista y pertenece a la plantilla del U. S. L. Dunkerque de la Ligue 2.

## Trayectoria
Athletic Club
Llegó a las categorías inferiores del Athletic Club en 2004, procedente de la UDC Txantrea donde empezó a jugar al fútbol. En 2011 ascendió al Bilbao Athletic, donde estuvo tres temporadas como habitual titular.
Sabadell
En 2014 se incorporó al C. E. Sabadell de Segunda División.
Mirandés
En julio de 2015, tras el descenso de categoría del C. E. Sabadell, el jugador firmó por el C. D. Mirandés por dos temporadas.
Real Zaragoza
El 13 de junio de 2017, tras el descenso de categoría del Club Deportivo Mirandés, fue anunciado por el secretario técnico Lalo Arantegui como nuevo refuerzo del Real Zaragoza. En el cuadro maño se convirtió en una pieza importante, llegando a disputar casi 170 partidos en cuatro temporadas y media.
U. D. Almería
El 21 de enero de 2022 fue traspasado a la U. D. Almería de Segunda División, firmando un contrato de dos temporadas y media. El 14 de agosto de 2022 debutó en Primera División frente al Real Madrid (1-2), dando la asistencia del gol. El 29 de octubre de 2022 marcó su primer gol en Primera División, frente al Celta de Vigo (3-1).
El 30 de agosto de 2023 rescindió su contrato después de haber disputado 40 partidos.
Experiencias en el extranjero
El 28 de septiembre de 2024 se oficializó su fichaje por el N. K. Celje que militaba en la Primera Liga de Eslovenia. La siguiente campaña se unió al U. S. L. Dunkerque francés por un año más otro opcional.

## Clubes
| Club               | País      | Año       |
| ------------------ | --------- | --------- |
| C. D. Basconia     | España    | 2010-2011 |
| Bilbao Athletic    | España    | 2011-2014 |
| C. E. Sabadell     | España    | 2014-2015 |
| C. D. Mirandés     | España    | 2015-2017 |
| Real Zaragoza      | España    | 2017-2022 |
| U. D. Almería      | España    | 2022-2023 |
| N. K. Celje        | Eslovenia | 2024-2025 |
| U. S. L. Dunkerque | Francia   | 2025-act. |

## Palmarés

### Títulos nacionales
| Título            | Club        | País      | Año  |
| ----------------- | ----------- | --------- | ---- |
| Copa de Eslovenia | N. K. Celje | Eslovenia | 2025 |